# 13. ceremonia wręczenia Węży
13. ceremonia rozdania Węży – gala rozdania antynagród filmowych przyznawanych najgorszym polskim filmom za rok 2023. Nominacje do nagród zaprezentowano 15 marca 2024 roku. Ogłoszenie wyników odbyło się 24 kwietnia 2024.
Najwięcej nagród zdobył film Blef doskonały – wyróżniony został Wielkim Wężem dla najgorszego filmu roku, a także za najgorszą reżyserię i najgorszą rolę męską. Film Pan Samochodzik i templariusze, który otrzymał 10 nominacji, zdobył ostatecznie dwie nagrody: za „najgorszy sequel, prequel lub remake” oraz za „najbardziej żenującą scenę”.

## Laureaci i nominowani[2][3]

### Wielki Wąż – najgorszy film roku
- Blef doskonały („za nieudany blef, bezczelną próbę nabrania widza, że tak powinno wyglądać profesjonalne kino komercyjne”)
  - Arcydzieło czyli dekalog producenta filmowego („za godny lepszej sprawy upór w kręceniu tej samej fabuły od ponad dwudziestu lat i fascynujący systematyczny regres twórczy”)
  - Heaven in Hell („za konsekwencję w odcinaniu kuponów od sukcesu 365 dni i erotyczną opowieść o polskim wymiarze sprawiedliwości, która podniecić mogłaby chyba wyłącznie członków osławionej grupy Kasta”)
  - Operacja Soulcatcher („za fascynującą próbę przeniesienia do współczesnego polskiego kina treści i jakości rodem w dzieł Eda Wooda”)
  - The Palace („za obleśną, nieświeżą i przede wszystkim nieśmieszną satyrę, jaka nie przystoi Mistrzom Światowego Kina”)
  - Pan Samochodzik i templariusze („za zepsucie filmowego samograja i zamienienie kultowych przygód Pana Samochodzika w imitujący przygody Bonda koszmarek może i na czterech kółkach, ale ewidentnie bez piątej klepki”)
  - Pokusa („za sztampowy sen o Warszawie i kolejną w polskim kinie, zupełnie niepotrzebną, fatalnie zrealizowaną i zagraną opowieść o słabości Polek do włoskich ogierów”)
  - Poskromienie złośnicy 2 czyli wiele hałasu o nic („za odwagę i umiejętności pozwalające nakręcić jeszcze gorszy film niż część pierwsza i ponowne zasłanianie się Szekspirem”)
  - Radiostory („za nieudolną próbę wywołania nostalgii za latami 90. która budzi jedynie pamięć o fatalnych próbach realizacji kina gatunkowego w czasach transformacji”)
  - Ślub doskonały („za idealne wręcz spartolenie idei farsy i namówienie zacnego aktorskiego grona do ekranowej kompromitacji”)

### Najgorsza reżyseria
- Michał Węgrzyn – Blef doskonały
  - Daniel Markowicz – Operacja Soulcatcher
  - Antoni Nykowski – Pan Samochodzik i templariusze
  - Mariusz Pujszo – Arcydzieło czyli dekalog producenta filmowego
  - Maria Sadowska – Pokusa

### Najgorszy scenariusz
- Mariusz Pujszo – Arcydzieło czyli dekalog producenta filmowego
  - Dawid Kowalewicz – Operacja Soulcatcher
  - Michał Maruda, Łukasz Światowiec – Cały ten seks
  - Bartosz Sztybor – Pan Samochodzik i templariusze
  - Michał Węgrzyn – Blef doskonały

### Najgorsza rola męska
- Mikołaj Roznerski – Blef doskonały
  - Mateusz Janicki – Pan Samochodzik i templariusze
  - Maciej Musiał – Dzisiaj śpisz ze mną
  - Mariusz Pujszo – Arcydzieło czyli dekalog producenta filmowego
  - Rafał Zawierucha – Opiekun

### Najgorsza rola żeńska
- Aleksandra Adamska – Ślub doskonały
  - Karolina Chapko – Blef doskonały
  - Helena Englert – Pokusa
  - Magdalena Lamparska – Poskromienie złośnicy 2 czyli wiele hałasu o nic
  - Katarzyna Sawczuk – Heaven in Hell

### Najgorszy duet
- Magdalena Lamparska i Mikołaj Roznerski – Poskromienie złośnicy 2 czyli wiele hałasu o nic
  - Roma Gąsiorowska i Maciej Musiał – Dzisiaj śpisz ze mną
  - Grzegorz Halama i Mariusz Pujszo – Arcydzieło czyli dekalog producenta filmowego
  - Mateusz Janicki i samochód – Pan Samochodzik i templariusze
  - Dawid Ogrodnik i alkohol – Jedna dusza

### Występ poniżej talentu
- Adam Woronowicz – Ślub doskonały
  - Magdalena Boczarska – Heaven in Hell
  - Sandra Drzymalska – Pan Samochodzik i templariusze
  - Piotr Głowacki – Radiostory
  - Dawid Ogrodnik – Jedna dusza

### Najgorszy sequel, prequel lub remake
- Pan Samochodzik i templariusze
  - Arcydzieło czyli dekalog producenta filmowego
  - Porady na zdrady 2
  - Poskromienie złośnicy 2 czyli wiele hałasu o nic
  - Różyczka 2

### Komedia, która nie śmieszy
- Arcydzieło czyli dekalog producenta filmowego
  - Blef doskonały
  - The Palace
  - Pokolenie Ikea
  - Ślub doskonały

### Najbardziej żenująca scena
- Nowoczesne rozmowy harcerskie – Pan Samochodzik i templariusze
  - Mariusz Pujszo couchuje filmowców – Arcydzieło czyli dekalog producenta filmowego
  - Maciej Musiał tańczący z żelazkiem – Dzisiaj śpisz ze mną
  - Finałowe ujęcie – The Palace
  - Pojedynek między Adamem Woronowiczem i Piotrem Głowackim – Ślub doskonały

### Efekt specjalnej troski
- Finałowy wybuch – Operacja Soulcatcher
  - Randomowe gubienie ostrości kamery – Arcydzieło czyli dekalog producenta filmowego
  - Samochodzik – Pan Samochodzik i templariusze
  - Walka z powietrzem w latarni – Pan Samochodzik i templariusze
  - Magdalena Boczarska grająca sama ze sobą jako matka i córka – Różyczka 2

### Najgorszy plakat
- Opiekun (producenci Andrzej Sobczyk, Przemysław Wręźlewicz, Halina Marchut, Tomasz Balon-Mroczka; dystr. Rafael Film)
  - Radiostory (dystr. Mayfly)
  - Ślicznotka. Początek (producent Krzysztof Bałtyk; dystr. Mówi Serwis)
  - Teściowie 2 (producent Michał Kwieciński; dystr. Next Film)
  - Życie w błocie się złoci (producent Katarzyna Kujawińska; dystr. Galapagos Films)

### Najgorszy przekład tytułu
- Podrabiani zakochani – Robots (Best Film)
  - Demeter: Przebudzenie zła – The Last Voyage of Demeter (Monolith Films)
  - Forgotten Love – Znachor (Netflix)
  - Niebezpieczny kochanek – Cat Person (Kino Świat)
  - Między nami żywiołami – Elemental (Disney)

## Podsumowanie liczby nominacji
(Minimum dwóch nominacji)
10: Pan Samochodzik i templariusze
9: Arcydzieło czyli dekalog producenta filmowego
6: Blef doskonały
5: Ślub doskonały
4: Operacja Soulcatcher, Poskromienie złośnicy 2 czyli wiele hałasu o nic
3: Dzisiaj śpisz ze mną, Heaven in Hell, The Palace, Pokusa, Radiostory
2: Jedna dusza, Opiekun, Różyczka 2